# Petrus Josephus Jans
Petrus Josephus Jans (* 1909 in Hilversum als Pieter Joseph Jans; † 1994 in Den Haag) war ein niederländischer alt-katholischer Geistlicher und von 1959 bis 1979 Bischof von Deventer.

## Leben
Von 1929 bis 1934 studierte Jans Theologie am Seminar in Amersfoort. Im Jahr 1934 empfing er die Priesterweihe. Nach Kaplansjahren und Pfarramt in IJmuiden (1937–1939) und Amsterdam (1939–1945) leitete er das Seminar in Amersfoort von 1945 bis 1963 und lehrte dort von 1947 bis 1965 Dogmatik und praktische Theologie. Am 7. Juli 1959 spendete ihm der Erzbischof von Utrecht, Andreas Rinkel, in der Kathedralkirche St. Gertrudis die Bischofsweihe. Von 1963 bis 1971 wirkte er als Pfarrer in Delft, danach bis zu seinem Ruhestand 1979 als Pfarrer in ’s-Gravenhage.

## Werke
- Die Lehre der Kirche im Leben der Gläubigen. Schönenwerd 1954; Vorabdruck in: IKZ 43, 1953, S. 245–263.
- Tagung des ökumenischen Rates in St. Andrews. In: IKZ 50, 1960, S. 248–254.
- Mann und Frau im Verhältnis zum kirchlichen Amt. In: IKZ 52, 1962, S. 145–156.